# Antonio Brancalion
Antonio Brancalion (ur. 5 lutego 1976 w Wenecji) – włoski pięściarz wagi półciężkiej, były mistrz unii europejskiej EBU w boksie zawodowym.

## Kariera zawodowa
Na zawodowym ringu zadebiutował 20 lipca 1996 roku, pokonując na punkty Stefana Magyara. W swojej 20. zawodowej walce zdobył mistrzostwo Włoch w kategorii superśredniej, pokonując Alessandro Filippo przez techniczny nokaut w 5. rundzie.
18 lutego 2005 został mistrzem Włoch w kategorii półciężkiej, pokonując Massimiliano Saiani.
7 stycznia 2006 jego rywalem był Stipe Drviš. Stawką pojedynku było należące do Chorwata mistrzostwo europy (EBU). Brancalion przegrał jednogłośnie na punkty (109-118, 108-119, 109-117) dodatkowo tracąc punkt za uderzenie głową.
24 marca 2007 zdobył mistrzostwo unii europejskiej w kategorii półciężkiej, pokonując na punkty Niemca Kaia Kurzawę. Tytuł obronił dwukrotnie, wygrywając z Czechem Tomasem Adamkiem oraz Włochem Dario Cichello.
Ostatni zawodowy pojedynek stoczył 13 lutego 2010 roku, przegrywając z Brytyjczykiem Nathanem Cleverly.